# 알렉산더 뢰어
알렉산더 뢰어(Alexander Löhr, 1885년 5월 20일 ~ 1947년 2월 16일)는 1930년대 오스트리아 공군 (Österreichische Luftstreitkräfte)의 지휘관이자, 오스트리아 병합 (Anschluss) 이후, 독일 공군 (Luftwaffe)의 지휘관이었다. 제2차 세계 대전 중에는 독일 공군에서 근무하였다.
뢰어는 1885년, 루마니아 왕국의 투르누세베린 (Turnu Severin)에서 태어나, 일찍부터 군인이 되길 원해 헤르체고비나에서 보병 소위로 근무하였다. 1913년부터 참모본부에서 일하였으며, 제1차 세계 대전 중인 1914년부터 1915년까지 대대장을 맡았다. 1916년, 참모본부 공군 부서로 이동되었고, 1918년 이후 오스트리아의 방공 체체 정비에 임하였다. 중령 (Oberstleutnant) 시절에는 민간 방공을 조직하였으며, 이러한 공적에 의해 소장 (Generalmajors)까지 승진하여, 방공 장관으로 임명되었다.
독일의 오스트리아 병합 이후, 독일 국방군에 편입되어 "오스트마르크" (Ostmark) 라고 개칭된 오스트리아 지역의 공군 사령관으로 임명되었다. 1939년 3월, 항공병 대장 (General der Flieger)으로 승진해 새로 만들어진 제4항공함대의 사령관으로 임명되었다.
제2차 세계 대전이 발발하자, 제4항공함대를 인솔하여 폴란드 침공과 발칸 전선 (Balkans Campaign) 에 참전하였고, 1941년 4월 6일과 7일에는 베오그라드를 공습하여 1500명이 사망하였다. 1941년 5월, 상급 대장으로 승진하였고, 같은 해 8월에 남동부 전역 국방군 사령관 및 발칸반도에 주둔하는 제12군 사령관에 임명되었다. 1943년 1월, E군 집단 사령관이 되었고, 막시밀리안 폰 바이크스 원수가 후임 남동부 전역 사령관이 되었다.
나치 독일이 항복한 1945년 5월 8일, 뢰어와 휘하 부대 15만명은 여전히 유고슬라비아 영내에 있었다. 뢰어는 영국군과 교섭하여 오스트리아 영내에서 항복하길 절실히 원했으나, 영국은 이를 받아들이지 않았다. 이로 인해 뢰어의 부대는 유고슬라비아에서 항복하였고, 뢰어 자신은 영국군에게 유고슬라비아로 인도되어 그 해 5월 15일, 마리보르에서 유고슬라비아에 항복하였다. 유고슬라비아 군사 법정에서는 1947년 2월, 공개 재판으로 뢰어와 장군 6명, 대령 1명을 재판하여 베오그라드 공습죄로 총살형을 선고하였다. 다른 피고에게는 교수형을 선고하였으며, 뢰어는 사면을 거절하여 판결 직후 형이 집행되었다.